# Hyles jacobsi
Hyles jacobsi är en fjärilsart som beskrevs av Pernold. 1907. Hyles jacobsi ingår i släktet Hyles och familjen svärmare. Inga underarter finns listade i Catalogue of Life.